# Sladka Gora
Sladka Gora – wieś w Słowenii, w gminie Šmarje pri Jelšah. W 2018 roku liczyła 88 mieszkańców.